# Публий Рутилий Руф
Пу́блий Рути́лий Руф (лат. Publius Rutilius Rufus; родился в 158 году до н. э., Рим, Римская республика — умер в 78 году до н. э. или немного позже, Смирна, провинция Азия, Римская республика) — древнеримский военачальник и политический деятель, консул 105 года до н. э. Являясь «новым человеком», сделал успешную политическую карьеру. В молодости принадлежал к «кружку Сципиона Эмилиана», позже стал одним из видных представителей «фракции» Метеллов в сенате. Участвовал в Югуртинской войне и в борьбе сената с народным трибуном Луцием Аппулеем Сатурнином. В 90-е годы до н. э. в качестве легата при наместнике Квинте Муции Сцеволе принял активное участие в управлении провинцией Азия, где боролся с произволом откупщиков. Несмотря на свою безупречную репутацию, был после этого осуждён за вымогательство (предположительно в 92 году до н. э.) и умер в изгнании. Процесс Рутилия стал одним из самых громких событий десятилетия, предшествовавшего Союзнической войне.
В изгнании Публий Рутилий написал воспоминания, оказавшие серьёзное влияние на историческую традицию.

## Биография

### Происхождение и ранние годы
Публий Рутилий принадлежал к незнатному всадническому роду, представители которого до него не занимали римские магистратуры. Тем не менее у Рутилиев были связи с высшей аристократией: сестра Публия была женой Марка Аврелия Котты, а сам Публий принадлежал к ближайшему окружению самой влиятельной римской семьи конца II века до н. э. — Цецилиев Метеллов — и был женат на представительнице богатейшей аристократической семьи, сестре Марка Ливия Друза, консула 112 года до н. э.
Рутилий получил хорошее образование: он учился у философа-стоика Панетия Родосского и был знатоком греческой литературы. Под руководством Публия Муция Сцеволы он изучал юриспруденцию.

### Карьера
В 134—133 годах до н. э. Публий Рутилий участвовал в осаде Нуманции под командованием Сципиона Эмилиана. Он входил в состав ближайшего окружения полководца наряду со многими другими молодыми людьми, ставшими в дальнейшем видными фигурами: Гаем Марием, Гаем Семпронием Гракхом, Квинтом Фабием Максимом (в будущем Аллоброгиком), Семпронием Азеллионом, Гаем Меммием (возможно, это был народный трибун 111 года до н. э.), Гаем Цецилием Метеллом, нумидийским царевичем Югуртой.
О ранних этапах гражданской карьеры Публия Рутилия известно очень мало. Его относят к младшим участникам «кружка Сципиона», членов которого объединяли родственные и дружеские связи, любовь к греческой культуре и планы умеренных реформ. Правда, Сципион Эмилиан умер уже в 129 году до н. э., и после этого «кружок», видимо, потерял политическое значение. Претуру Рутилия исследователи относят к 119 или 118 году до н. э.; в любом случае она была связана с консульством его свойственника (возможно, брата зятя) Луция Аврелия Котты и одного из его покровителей Луция Цецилия Метелла Далматика, датируемым 119 годом. Коллегой Рутилия по претуре был ещё один Метелл — Марк Цецилий.
Спустя положенные по закону несколько лет Публий Рутилий выставил свою кандидатуру в консулы в паре с Марком Цецилием (116 год до н. э.). Метелл победил на выборах, а Рутилий потерпел поражение от патриция Марка Эмилия Скавра и обвинил своего удачливого соперника в подкупе избирателей. Тот добился оправдания и выдвинул аналогичное встречное обвинение с тем же исходом. В ходе второго процесса Марк Эмилий утверждал, что буквы A. F. P. R. в счётных записях обвиняемого означают «На счёт Публия Рутилия» (actum fide P. Rutili), а Рутилий заявил, что это значит «накануне сделано, после разнесено» (ante factum, post relatum); защитник же, обращая всё в шутку, предложил свой вариант: «Надул Скавр, платится Рутилий» (Aemilius fecit, plectitur Rutilius).
Следующее упоминание Публия Рутилия в источниках связано с Югуртинской войной: он отправился в Нумидию в качестве легата своего друга Квинта Цецилия Метелла, консула 109 года до н. э. Другим легатом Метелла был Гай Марий. В сражении при Мутуле Рутилию с частью войска удалось построить укреплённый лагерь для всей армии, сражавшейся в это время с Югуртой, и отразить атаку нумидийцев во главе с Бомилькаром. После ссоры между Метеллом и Марием именно Рутилий стал вторым человеком в армии, и это означало начало вражды между ним и Марием. Когда народное собрание в Риме решило передать командование последнему, Метелл, крайне расстроенный случившимся, уехал в Рим, оставив армию на Рутилия, и тот весной 107 года до н. э. передал её новому полководцу.
В 106 году до н. э. Квинт Сервилий Цепион провёл закон о передаче контроля над судами сенату; Рутилий, вероятно, этот закон поддержал. Тогда же Публий выдвинул свою кандидатуру в консулы — видимо, вместе с Квинтом Лутацием Катулом, тоже близким к Метеллам. Но Катул проиграл выборы, а Публий стал консулом и коллегой ещё одного нового человека Гнея Маллия Максима. Две римские армии — Максима и проконсула Цепиона — потерпели полное поражение от кимвров при Араузионе, и Рутилий возглавил их остатки. Источники сообщают, что для обучения солдат обращению с оружием он нанял инструкторов из гладиаторской школы. Снова выбранный консулом Гай Марий для защиты Италии от германцев предпочёл собственной африканской армии войско Рутилия как более дисциплинированное.
В 100 году до н. э. Рутилий участвовал в борьбе сената с Луцием Аппулеем Сатурнином: он был в числе тех, кто в декабре 100 года откликнулся на сенатское постановление и явился на комиций, чтобы вооружиться для открытого боя с «мятежниками».

### В Азии
В 90-е годы до н. э. Публий Рутилий был легатом в провинции Азия при наместнике Квинте Муции Сцеволе. Более точные даты являются предметом научной дискуссии: существуют мнения в пользу 98, 97 и 94 года до н. э. Есть гипотеза, что именно Рутилий сосредоточил в своих руках всю власть. Существуют предположения, что обладавшие безупречными репутациями Сцевола и Рутилий были направлены на Восток для того, чтобы улучшить внутреннее положение в Азии и увеличить лояльность провинциалов по отношению к Риму в условиях приближавшейся войны с Митридатом, или что целью их миссии, обозначенной сенатом, было коренным образом изменить характер эксплуатации провинций Римом, перейдя от разорения к сотрудничеству.
В провинции Рутилий и Сцевола упорядочили деятельность откупщиков налогов, зарабатывавших огромные деньги благодаря попустительству предыдущих наместников. Верша беспристрастный суд, они «избавили провинциалов от всякого юридического крючкотворства»; в делах, где сталкивались интересы откупщиков и местных жителей, проконсул и легат не боялись выносить решения в пользу последних, заставляя виновных возмещать нанесённые убытки. Если вскрывались факты незаконных казней, Муций и Рутилий не останавливались даже перед аналогичным наказанием. Диодор рассказывает, что уличённый в преступлениях главный агент откупщиков, раб, который уже заключил договор со своим хозяином о выкупе, был по приказу наместника распят.
Был издан эдикт, который гарантировал грекам в тех делах, которые не касались римлян, суд по их собственным законам. Все представители администрации теперь были обязаны сами оплачивать свои расходы. Все эти меры вкупе с общей политикой экономии существенно улучшили экономическое положение провинции.
Тем не менее Квинт Муций пробыл в Азии всего девять месяцев и вернулся в Рим, оставив Рутилия вместо себя дожидаться нового наместника.

### Процесс Рутилия
Вскоре после возвращения Рутилий был привлечён к суду по обвинению в злоупотреблениях; традиционной датой процесса является 92 год до н. э.
Существуют разные мнения о причинах этого судебного процесса и соответственно о том, почему его фигурантом стал Рутилий, а не Сцевола. Античные авторы считают осуждение Рутилия одним из важных событий в борьбе всадничества с сенатом Учёные, поддерживающие эту версию, пишут о столкновении сената, пытающегося упорядочить эксплуатацию провинций, с всадничеством, заинтересованным в продолжении их грабежа, и предполагают, что обвинители хотели только продемонстрировать свои возможности. В этом случае Рутилий как homo novus был более удобной целью для атаки, чем знатный и обладающий разветвлёнными связями Сцевола. Согласно другим гипотезам, процесс Рутилия стал одним из эпизодов борьбы между разными внутрисенатскими группировками. Возможно, Гай Марий нанёс удар по Рутилию как по одному из самых видных представителей «фракции» Метеллов, а Сцеволу не тронул как более независимого политика и своего свойственника. Возможно, против Рутилия и Муция объединились видные сенаторы, чьи материальные интересы были связаны с Азией: в их числе называют Марка Эмилия Скавра, Мания Аквилия и того же Гая Мария. На сторону обвинения мог встать и Луций Лициний Красс.
Этот процесс имел огромный резонанс; согласно Цицерону, «он всколыхнул всю республику». Обвинителем был некто Апиций, известный исключительно своим мотовством. Помощь Рутилию предложили лучшие ораторы эпохи Луций Лициний Красс и Марк Антоний, но обвиняемый предпочёл защищать себя самостоятельно. Только его племянник Гай Аврелий Котта и Сцевола произнесли короткие речи. Рутилий не стал, вопреки римским обычаям, отращивать перед судом волосы и бороду и пытаться разжалобить судей. Несмотря на очевидность клеветы, пристрастные судьи приговорили Рутилия к изгнанию и конфискации имущества, и он оставил родину: сначала осуждённый уехал в Митилену, потом в Смирну, где его позже застал Цицерон. Некоторые историки пишут, что Рутилий сразу приехал в Смирну, но это, видимо, ошибка. Провинция, якобы ограбленная Рутилием, встретила его как триумфатора. Позднее Рутилий получил гражданство Смирны и отверг предложение Суллы вернуться в Рим.
Большинство историков согласно в том, что осуждение Рутилия имело серьёзные последствия для судеб Рима, спровоцировав выдвижение рядом представителей сенаторского сословия программы реформ, в том числе реформы суда. Сторонники традиционной версии обращают внимание на то, что это был первый за долгое время процесс, в котором судьи-всадники вынесли обвинительный приговор видному сенатору. По другой версии, судьи нанесли удар по «фракции» Метеллов. Таким образом, законопроекты Марка Ливия Друза были ответным ударом или всего сената, или его части, а их авторами стали племянник Рутилия и Марк Эмилий Скавр, которому тоже грозило осуждение. Провал преобразований спровоцировал Союзническую войну.
Есть и другие точки зрения: сенат пожертвовал Рутилием, чтобы умиротворить всадников, и благодаря этому те выносили только оправдательные приговоры до закона Вария. Соответственно на планы судебной реформы этот процесс не повлиял и вообще не имел большого резонанса. Наконец, осуждение Рутилия могли организовать сами сенаторы. Это должно было предполагать почти полное политическое одиночество осуждённого и отсутствие какого-либо влияния процесса на общую ситуацию. В этом случае суд над Рутилием мог стать значимым только благодаря мемуарам осуждённого и усилиям более поздних писателей — в первую очередь Цицерона.

## Интеллектуальные занятия
Публий Рутилий произносил речи на многих судебных процессах, но высшей славы оратора не достиг, так как отличался прежде всего трудолюбием, а не талантом. Его речь, если верить Цицерону, была строгой, сухой и суровой, из-за чего автор трактата «Брут» относит его к категории ораторов-стоиков. Этот стиль, по словам Марка Туллия, был слишком скуден для политических речей и завоевания одобрения народа. Будучи знатоком юриспруденции, Рутилий давал советы по ведению судебных дел.
В изгнании Публий Рутилий написал автобиографию на латыни, ставшую одним из главных источников антимарианской традиции. Видимо, именно там говорилось о том, что Марий вошёл в сенат в одежде триумфатора, и определённо там — о покупке Марием шестого консульства. Кроме того, перу Рутилия принадлежит написанная на греческом «История Рима», от которой сохранился ряд фрагментов.

## Оценка личности
Публий Рутилий получил очень высокие оценки в античной литературе. Цицерон называет его «образцом безупречности», которого «никто среди сограждан не мог превзойти… в добросовестности и честности»; Веллей Патеркул — «человеком, наиболее достойным не только в своем веке, но и во все времена». О добропорядочности Рутилия говорят и другие авторы.

## В художественной литературе
Публий Рутилий действует в исторических романах Милия Езерского («Гракхи» и «Марий и Сулла») и Колин Маккалоу («Первый человек в Риме» и «Венок из трав»). При этом Маккалоу изобразила его как верного друга Гая Мария.